# Muglitz (Putbus)
Muglitz ist ein Ortsteil der Stadt Putbus im Landkreis Vorpommern-Rügen in Mecklenburg-Vorpommern.

## Geografie und Verkehrsanbindung
Muglitz liegt südöstlich der Kernstadt Putbus direkt am Greifswalder Bodden. Die Landesstraße 29 verläuft nördlich und weiter entfernt nordöstlich die B 196. Westlich liegt das 157 ha große Naturschutzgebiet Goor-Muglitz.

## Geschichte
Der Ortsname stammt aus dem slawischen „mogyla“ und bedeutet „Erd-, Grabhügel“. In der Mitte des 19. Jahrhunderts wurde Muglitz als Fischerwohnung erwähnt, die aber wahrscheinlich erst um diese Zeit angelegt wurde. Im Jahr 1867 gehörte der Ort zu Freetz; er bestand damals aus zwei Häusern mit insgesamt elf Bewohnern.